# Phoenix Ghost
El Phoenix Ghost es un pequeño vehículo aéreo de combate no tripulado, que en lugar de portar separadamente una ojiva explosiva, es en sí mismo un explosivo, para ser utilizado como una munición merodeadora. Su diseño estuvo a cargo de la Aevex Aerospace y, de acuerdo a un alto funcionario de defensa de los Estados Unidos, proporciona una capacidad similar a la del AeroVironment Switchblade. Si bien puede ser utilizado para funciones de reconocimiento incluso durante la noche, mediante el uso de sensores infrarrojos, su misión principal es el ataque, con una autonomía de vuelo de más de seis horas.
El 21 de abril de 2022, dentro del contexto de la invasión rusa de Ucrania, el Departamento de Defensa de los Estados Unidos declaró que el vehículo se había desarrollado previo a la invasión, pero que cumple con los requerimientos y las necesidades de las Fuerzas Armadas de Ucrania para el combate en Dombás.

## Operadores
Estados Unidos
- Fuerza Aérea de los Estados Unidos[4]

 Ucrania
- Fuerzas Armadas de Ucrania (más de 120 sistemas entregados)[5]